# Pruszowice
Pruszowice (niem. Bruschewitz, Möwengrund) – wieś w Polsce położona w województwie dolnośląskim, w powiecie wrocławskim, w gminie Długołęka.

## Podział administracyjny
W latach 1975–1998 miejscowość administracyjnie należała do województwa wrocławskiego.

## Położenie
Miejscowość jest położona na Nizinie Śląskiej. Pruszowice położone są bezpośrednio przy północno-wschodniej granicy miasta Wrocław, obok wrocławskich dzielnic Pawłowice i Zakrzów.

## Historia
- W końcu XVII wieku w Pruszowicach znajdował się drewniany dwór, otoczony parkiem krajobrazowym ze stawem
- W roku 1785 Pruszowice liczyły 121 mieszkańców, w tym 18 gospodarzy. Znajdowała się tutaj kaplica, wiatrak, cieplarnia i oranżeria
- W roku 1845 w Pruszowicach mieszkały 192 osoby. Były tutaj: cegielnia, gorzelnia i browar
- Od 14 lutego 1874 Pruszowice były włączone do Amtsbezirk Bischwitz dystryktu - powiatu Biskupice Widawskie, w skład którego należały wsie: Pawłowice, Kłokoczyce (dziś dzielnice Wrocławia), Ramiszów, Pruszowice i Biskupice Widawskie dziś nieistniejące, oraz majątki ziemskie w tych wsiach. Administratorem nowo utworzonego powiatu był kapitan baron Seherr-Thoss Bisch
- W roku 1905 Pruszowice liczyły 257 mieszkańców
- W marcu 2011 r., według Narodowego Spisu Powszechnego, liczyły 471 mieszkańców[4]

## Właściciele Pruszowic
- Hans von Gaffron – koniec XVI wieku
- Wolf Dietrich von Reinbaben – od 1617 roku
- Bliżej nieznany von Magier – od 1664 roku
- Hrabia Friedrich Wolfgang von Salisch
- Christian Friedrich Wolfgang von Salisch
- Johann Moritz von Strachwitz – wrocławski biskup sufragan
- Friedrich von Strachwitz – od 1782 roku
- Anton Friedricha von Strachwitz
- baron Anton Gregory von Strachwitz

## Zabytki
Do wojewódzkiego rejestru zabytków wpisany jest:
- Dwór szachulcowy w Pruszowicach z około 1720 roku, z przybudówką z XIX wieku od południa, od strony wschodniej folwark, od strony zachodniej ogród, ul. Łozińska

## Rolniczy Zakład Doświadczalny
Po II wojnie światowej posiadłości rodziny Strachwitz przeszły na własność Skarbu Państwa. Właścicielem zabytkowego dworu i terenów uprawnych stała się Akademia Rolnicza, obecnie Uniwersytet Przyrodniczy we Wrocławiu, prowadząca w Pruszowicach Rolniczy Zakład Doświadczalny (RZD). Zakład ten był wykorzystywany do działalności produkcyjnej, badawczej i dydaktycznej. Badania naukowe prowadziło tutaj 8 katedr tej uczelni. W wyniku działań restrukturyzacyjnych w 1994 roku zlikwidowano m.in. RZD Pruszowice oraz sprzedano mieszkania zakładowe przy ul. Parkowej, budynki oraz budowle nieprodukcyjne w tym zabytkowy dwór z parkiem, budynkami gospodarczymi oraz terenem przyległym. W latach 1994–2008 na bazie majątku Rolniczego Zakładu Doświadczalnego Pruszowice funkcjonowała pracownia terenowa Wydziału Biologii i Hodowli Zwierząt (3 tzw. kurniki) Uniwersytetu Przyrodniczego we Wrocławiu. Gospodarstwo o powierzchni 269 ha wydzierżawiono. W 1997 r. nastąpiły zmiany strukturalne, w wyniku czego działalność RZD Pruszowice skupiła się w gospodarstwie RZD Pawłowice. W 2008 roku sprzedano Skarbowi Państwa 3,2 ha gruntów przeznaczonych pod lokalizację ekspresowej drogi S-8 do Warszawy dzięki czemu powierzchnia Zakładu w Pruszowicach z 269 ha spadła do 265,5 ha.
Dyrektorzy Rolniczego Zakładu Doświadczalnego w Pruszowicach według kolejności urzędowania:
- Michał Bogdan
- Janusz Ojak
- Adam Rogowski
- Adam Sierpowski
- Marian Osowski[7]

## Szlaki turystyczne
- Szlak dookoła Wrocławia im. doktora Bronisława Turonia[8]